# All the King's Men (2006)
All the King's Men (bra: A Grande Ilusão; prt: O Caminho do Poder) é um filme estadunidense de 2006, dos gêneros drama e suspense, escrito e dirigido por Steven Zaillian, com roteiro baseado no romance homônimo de Robert Penn Warren.

## Sinopse
Homem do povo decide se candidatar ao senado para lutar contra a corrupção, mas, uma vez eleito, torna-se pior do que os políticos que criticava.

## Elenco
- Sean Penn como Willie Stark
- Jude Law como Jack Burden
  - Joshua Davis como Jack jovem
- Kate Winslet como Anne Stanton
  - Carrie Christmann como Anne jovem
- Anthony Hopkins como Judge Irwin
- James Gandolfini como Tiny Duffy
- Patricia Clarkson como Sadie Burke
- Mark Ruffalo como Adam Stanton
  - Montgomery John como Adam jovem
- Kathy Baker como Rachel Burden
- Jackie Earle Haley como Roderick "Sugar Boy" Ellis
- Talia Balsam como Lucy Stark
- Travis Champagne como Tom Stark
- Frederic Forrest como Donald Stark
- Kevin Dunn como Alex Fauntleroy
- Tom McCarthy como Mr. Henley
- Glenn Morshower como Comissária Sherman
- Jay Patterson como senador Kruczemark
- Michael Cavanaugh como Mr. Payton
- Caroline Lagerfelt como Mrs. Payton
- Eileen Ryan como Lily Littlepaugh
- Gary Grubbs como Sheriff Boyle

## Recepção
A. O. Scott, do New York Times, expressou desapontamento com o filme: "Nada no filme funciona. É ao mesmo tempo estressante e tedioso, sua narrativa complicada se esvaia na narração lírica, longos flashbacks e conversas expositivas intermináveis entre personagens que falam sotaques radicalmente incompatíveis". No Rotten Tomatoes, o filme tem uma taxa de aprovação de 12%, com base em 156 avaliações.